# Batalla de Coneta
La Batalla de Coneta (probablemente el 9 de octubre de 1826) fue un enfrentamiento militar librado entre las fuerzas federales y las unitarias, con victoria de las primeras, ocurrido en el contexto de la guerra civil de 1826-1827.

## Antecedentes
El presidente Bernardino Rivadavia envió al coronel Gregorio Aráoz de Lamadrid a hacer levas en el noroeste del país, pero aquel no obedeció las órdenes. El 25 de noviembre de 1825, Aráoz de Lamadrid se apoderó del gobierno de la provincia de Tucumán. Meses antes, el 16 de julio, el gobierno de la provincia de Catamarca quedó a cargo del coronel unitario Manuel Antonio Gutiérrez. Sin embargo, debido a que tenía una fuerte oposición y había una creciente influencia del comandante de armas y caudillo de la vecina provincia de La Rioja, coronel Juan Facundo Quiroga, quien le dio refugió a varios opositores, destacando el coronel José Manuel Antonio Figueroa Cáceres, el gobernador catamarqueño buscó mantenerse en el poder con el apoyo de Aráoz de Lamadrid, lo que supuso una ruptura de la tradicional alianza que tenía Catamarca con la provincia de Santiago del Estero, donde gobernaba el coronel mayor (general) Juan Felipe Ibarra. En respuesta, Ibarra empezó a apoyar al exiliado Figueroa Cáceres.
Además, el presidente también era unitario y deseaba crear un ejército nacional leal al gobierno central que estuviera a las órdenes del brigadier general Juan Antonio Álvarez de Arenales, gobernador de la provincia de Salta, por lo que envió 2000 fusiles y 1500 sables a Tucumán y Catamarca, en lugar de usarlas para la guerra del Brasil. Como el primer paso para afirmar su poder era deponer al gobernador de Córdoba, brigadier general Juan Bautista Bustos, este último solicitó ayuda a sus aliados federales. Pronto, Ibarra dejó de enviar ayuda militar a la guerra contra los brasileños y Quiroga empezó a movilizar a sus milicias, pues ambos temían que Rivadavia intentaría deponerlos pronto.
El 1 de agosto de 1826, tropas riojanas y santiagueñas invadieron Catamarca al mando de Figueroa Cáceres, llegando a tomar San Fernando del Valle de Catamarca y nombrar gobernador a Pío Isaac Acuña. Gutiérrez huyó a Ancasti, donde se rehízo con 100 tucumanos enviados por el gobierno aliado y recuperó la ciudad, capturando a Figueroa Cáceres, a quien ejecutó sin trámites el 14 de agosto. Causó la furia de los vecinos de San Fernando del Valle de Catamarca, quienes expulsaron al gobernador. Gutiérrez huyó a San Miguel de Tucumán porque tenía muy pocos soldados y ahí formalizó una alianza con Aráoz de Lamadrid.

## Enfrentamiento
El 26 de septiembre, Aráoz de Lamadrid se puso en campaña y devolvió al poder a Gutiérrez. Para entonces Bustos, Ibarra y Quiroga habían desconocido al gobierno de Rivadavia y le escribieron a Gutiérrez solicitando que siguiera su ejemplo. Sin embargo, el catamarqueño le consultó a su aliado tucumano y ambos acabaron por reconocer la autoridad del presidente. En cuanto los caudillos recibieron la noticia, acordaron una invasión conjunta de Catamarca.
Posteriormente, a inicios de octubre, Bustos le informó a Quiroga que el convoy con las armas apartadas por Rivadavia había entrado en tierras tucumanas, por lo que el caudillo riojano decidió deponer a Aráoz de Lamadrid. Entró en Catamarca y el 9 de octubre su vanguardia, dirigida por el capitán Pantaleón Argañaraz, venció a Gutiérrez en un breve combate en el antiguo pueblo de indios de Coneta, cerca del poblado de Miraflores, cuatro leguas al norte de San Fernando. Los catamarqueños esperaron a sus enemigos, pero la vanguardia federal chocó contra ellos y tras un breve encuentro, nuevamente Gutiérrez huyó a Ancasti para conseguir la ayuda de los tucumanos, dejando 11 muertos y 20 prisioneros. Luego, San Fernando fue ocupada y se instaló como nuevo gobernador a Acuña.

## Consecuencias
Gutiérrez llegó al sur de Tucumán, donde informó de su derrota y su aliado respondió enviado 300 jinetes a cargo del coronel José Ignacio Helguero para ayudarlo a recuperar el poder. Rápidamente arrollan a la vanguardia federal y recuperan San Fernando, sin embargo, Quiroga avanza rápido con el grueso de su ejército y se ven obligados a abandonar Catamarca con unos pocos hombres. El gobernador tucumano le solicita una entrevista a su contraparte santiagueña, pero aquel se niega, aumentando la preocupación de los unitarios.

## Controversia
Aráoz de la Lamadrid menciona brevemente un combate en que Gutiérrez fue derrocado, pero no da fecha ni lugar. Los historiadores aceptan como fecha tradicional el 9 de octubre en Coneta, pero no hay fuente documental de la época. Únicamente hay una mención por el gobernador riojano, José Benito Villafañe, de una victoria federal en La Jarilla el 18 de octubre. El historiador Ramón Torres Molina estima que podría referirse al mismo combate, o que pudo haber habido dos encuentros distintos.